# Andinobates geminisae
Espèce
Andinobates geminisae est une espèce d'amphibiens de la famille des Dendrobatidae.

## Répartition
Cette espèce est endémique de la province de Colón au Panama. Elle se rencontre dans le bassin du río Belén à Coclé del Norte.

## Étymologie
Cette espèce est nommée en l'honneur de Geminis Vargas, l'épouse de Marcos Ponce.

## Publication originale
- Batista, Jaramillo, Ponce & Crawford, 2014 : A new species of Andinobates (Amphibia: Anura: Dendrobatidae) from west central Panama. Zootaxa, no 3866, p. 333–352.